# Азимов, Айзек
А́йзек Ази́мов (англ. Isaac Asimov /ˈæzɪmɒv/; имя при рождении — Исаа́к Ю́дович Ази́мов; между 4 октября 1919 года и 2 января 1920 года, Петровичи, Смоленская губерния — 6 апреля 1992 года, Манхэттен, Нью-Йорк, США) — американский писатель-фантаст, популяризатор науки, биохимик. Автор около 500 произведений, в основном художественных (прежде всего в жанре научной фантастики, но также и в других жанрах: фэнтези, детектив, юмор) и научно-популярных (в самых разных областях — от астрономии и генетики до истории и литературоведения). Многократный лауреат премий «Хьюго» и «Небьюла». Некоторые термины из его произведений — robotics (роботехника, роботика), positronic (позитронный), psychohistory (психоистория, наука о поведении больших групп людей) — прочно вошли в английский и другие языки. В англо-американской литературной традиции Айзека Азимова вместе с Артуром Кларком и Робертом Хайнлайном относят к «Большой тройке» писателей-фантастов.
В одном из обращений к читателям Айзек Азимов следующим образом сформулировал гуманистическую роль научной фантастики в современном мире: «История достигла точки, когда человечеству больше не разрешается враждовать. Люди на Земле должны дружить. Я всегда старался это подчеркнуть в своих произведениях… Не думаю, что можно заставить всех людей любить друг друга, но я желал бы уничтожить ненависть между людьми. И я совершенно серьёзно полагаю, что научная фантастика есть одно из звеньев, которые помогают соединить человечество. Проблемы, которые мы поднимаем в фантастике, становятся насущными проблемами всего человечества… Писатель-фантаст, читатель фантастики, сама фантастика служат человечеству».

## Биография
Я не знаю точной даты своего рождения. Я родился в России вскоре после революции — царил хаос, никто никого не регистрировал, и несмотря на то, что, конечно, у меня есть день рождения, я совсем не уверен в том, что я родился именно в этот день.
Фамилия Азимов происходит от бел. азімыя — озимые, зерно, посеянное под зиму. Айзек Азимов родился (по документам) 2 января 1920 года в местечке Петровичи Смоленской губернии (ныне Руссковское сельское поселение, Шумячский район, Смоленская область, Россия) в еврейской семье. Его родители, Анна-Рахиль Исааковна Берман (Anna Rachel Berman-Asimov, 1895—1973) и Юда Аронович Азимов (Judah Asimov, 1896—1969), были мельниками (по другим источникам, они владели крупорушкой). Назвали его в честь покойного деда по матери, Исаака Бермана (1850—1901).
В 1921 году Азимов и 16 других детей в Петровичах заболели двусторонней пневмонией. Выжил только Азимов. Позже родились ещё сестра Марсия (Маня; 17 июня 1922 — 2 апреля 2011) и брат Стэнли (25 июля 1929 — 16 августа 1995).
В 1923 году семья отправилась в Соединённые Штаты — через Ливерпуль на рейсе пассажирского лайнера «Балтик» («в чемодане», как он сам выражался). В США они поселились в Бруклине и через несколько лет открыли кондитерский магазин. Поскольку его родители всегда говорили с ним на идише и английском, он свободно говорил на них, но так и не выучил русский. Из художественной литературы в ранние годы Азимов рос в основном на рассказах Шолом-Алейхема. Выросший в Бруклине, Азимов сам научился читать в возрасте пяти лет, а позже научил читать и свою сестру, что позволило ей поступить в школу сразу во второй класс. Айзека мать устроила в первый класс школы бруклинского района Бедфорд — Стайвесант в пять лет, на год раньше положенного, заявив, что он родился 7 сентября 1919 года. В третьем классе он узнал об этой «ошибке» и настоял на официальном исправлении даты на 2 января 1920 года. Азимов стал гражданином США в 1928 году в возрасте восьми лет.
После окончания десятого класса в 1935 году пятнадцатилетний Айзек Азимов поступил в Seth Low Junior College, но через год этот колледж закрылся. Он поступил на химический факультет Колумбийского университета в Нью-Йорке, где получил в 1939 году степень бакалавра (B. S.), а в 1941 году — магистра (M. Sc.) по химии и поступил в аспирантуру. Однако в 1942 году он уехал в Филадельфию и работал там химиком на армейской судоверфи. На той же верфи вместе с ним работал Роберт Хайнлайн, тоже писатель-фантаст.

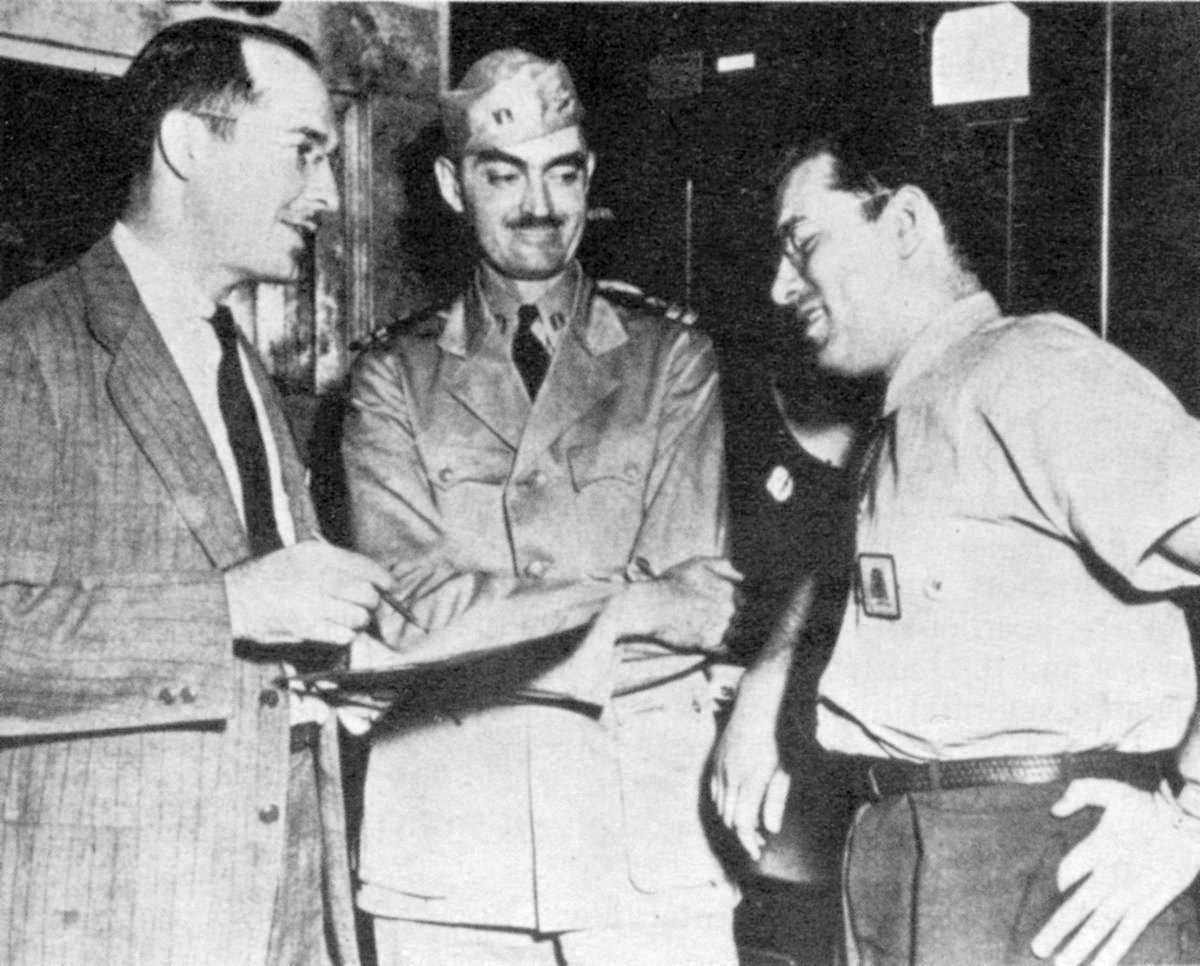
Слева направо: Роберт Хайнлайн, Л. Спрэг де Камп и Айзек Азимов. 1944 г.

В феврале 1942 года, в Валентинов день, Айзек Азимов встретился на «свидании вслепую» с Гертрудой Блюгерман (Gerthrude Blugerman). 26 июля они поженились. От этого брака родились сын Дэвид (David) (1951) и дочь Робин Джоан (Robyn Joan) (1955).
В 1960-е годы его проверяло ФБР на предмет возможных связей с коммунистами. Причиной послужил донос об уважительном отзыве Айзека Азимова об СССР как о первой стране, построившей атомную электростанцию. Подозрения были окончательно сняты с писателя в 1967 году.
Азимов имел чрезвычайно высокий коэффициент интеллекта (IQ), равный 160 (его впервые заставили измерить во время срочной службы в армии США) и долгое время состоял в обществе «Менса», куда допускают лишь тех, кто попадает в верхние 2 % по уровню интеллекта. Однако сам писатель крайне скептически относился и к этому обществу, и к самой идее IQ.
В 1970 году Айзек Азимов расстался с женой и почти сразу сошёлся с Джанет Опал Джеппсон, с которой познакомился на банкете 1 мая 1959 года. До этого они встречались в 1956 году, когда он дал ей автограф, Айзек Азимов не запомнил той встречи, а Джанет Опал Джеппсон сочла его тогда неприятным человеком. Развод вступил в силу 16 ноября 1973 года, а 30 ноября Айзек Азимов и Джанет Опал Джеппсон поженились. Детей от этого брака не было.
Скончался 6 апреля 1992 года в клинике Нью-Йоркского университета (Манхэттен, 550 1st Avenue, NY) от сердечной и почечной недостаточности на фоне ВИЧ-инфекции (приведшей к СПИДу), которой заразился при операции на сердце в 1983 году. О том, что он страдал от ВИЧ, стало известно лишь через 10 лет после его смерти из биографии, написанной Джэнет Опал Джеппсон.
По завещанию, его тело было кремировано, прах развеян.

## Карьера
С октября 1945 года по июль 1946 года Азимов служил в армии. Затем вернулся в Нью-Йорк и продолжил образование. В 1948 году окончил аспирантуру, получил степень PhD (доктора) биохимии за диссертацию по теме «Кинетика реакции инактивации тирозиназы во время катализа ей окисления катехола кислородом» (англ. «The kinetics of the reaction inactivation of tyrosinase during its catalysis of the aerobic oxidation of catechol») и поступил в постдокторат как биохимик. По теме диссертации в 1950 году вышла статья в журнале Американского Химического общества.
В 1949 году, после окончания постдоктората, Азимов устроился преподавателем на медицинский факультет Бостонского университета, где в декабре 1951 года стал ассистентом и читал лекции по биохимии, а в июле 1955 года — доцентом (англ. associate professor).
В 1958 году университет перестал ему платить зарплату, но формально оставил в прежней должности. К этому моменту доходы Айзека Азимова как писателя уже превышали его университетскую зарплату. После этого ещё около 20 лет Азимов читал лекции по приглашению в ведущих университетах по всему США. В 1979 году ему было присвоено звание полного профессора.

## Литературная деятельность
В 11 лет Айзек начал писать книгу о приключениях мальчиков, живущих в маленьком городке. Его хватило только на восемь глав. Написав первые две, он пересказал их своему другу, и тот потребовал продолжение. Когда же Айзек объяснил, что это пока всё, что он написал, его друг попросил дать почитать книгу, где Айзек прочёл эту историю. С того момента юный автор понял, что обладает писательским даром, и стал уже серьёзно относиться к своей литературной деятельности.
Впервые Азимов опубликовался в 1939 году. Это был рассказ «В плену у Весты» (англ. Marooned Off Vesta), принятый к публикации в октябре 1938 года журналом Amazing Stories и опубликованный 10 января 1939.
В 1941 году был опубликован рассказ «Приход ночи» (англ. Nightfall) o планете, вращающейся в системе шести звёзд, где ночь наступает раз в 2049 лет. Рассказ получил огромную известность (согласно Bewildering Stories, он был одним из самых известных из когда-либо публиковавшихся рассказов). В 1968 году Американская ассоциация писателей-фантастов объявила «Приход ночи» лучшим из когда-либо написанных фантастических рассказов. Рассказ более 20 раз попадал в антологии, дважды был экранизирован, и сам Азимов впоследствии назвал его «водоразделом в моей профессиональной карьере». Малоизвестный до тех пор фантаст, опубликовавший около 10 рассказов (и ещё примерно столько же были отвергнуты), стал знаменитым писателем. При этом сам Азимов «Приход ночи» своим любимым рассказом не считал.
10 мая 1939 года Азимов начал писать первую из своих историй о роботах, рассказ «Робби» (англ. Robbie). В 1941 году Азимов написал рассказ «Лжец!» (англ. Liar!) о роботе, умевшем читать мысли. В этом рассказе начинают появляться знаменитые Три закона роботехники. Азимов приписывал авторство этих законов Джону В. Кэмпбеллу, сформулировавшему их в беседе с Азимовым 23 декабря 1940 года. Кэмпбелл, однако, говорил, что идея принадлежала Азимову, он лишь дал ей формулировку. В этом же рассказе Азимов придумал слово «robotics» (робототехника, наука о роботах), вошедшее в английский язык. В переводах Азимова на русский robotics также переводят как «роботехника», «роботика». Позднее Азимов также добавил т. н. «нулевой закон роботехники».
В сборнике рассказов «Я, робот», принёсшем писателю всемирную известность, Азимов рассеивает широко распространённые опасения, связанные с созданием искусственных разумных существ. До Азимова в большинстве историй о роботах они бунтовали или убивали своих создателей. Роботы Азимова — не механические злодеи, замышляющие уничтожить человеческий род, а помощники людей, нередко разумнее и человечнее, чем их хозяева. С начала 1940-х годов роботы в фантастике подчиняются Трём законам робототехники, хотя по традиции ни один фантаст, кроме Азимова, не цитирует эти законы явно.
В 1942 году Азимов начал серию романов «Основание» (англ. Foundation). Изначально «Основание» и рассказы о роботах относились к разным мирам, и лишь в 1980 году Азимов решил их объединить.
Начиная с 1950 года совместно с Уильямом Бойдом и Бернхэмом Уолкером он начал работу над учебным пособием «Биохимия и метаболизм человека», которое было опубликовано в 1952 году. Азимовым написана часть, посвящённая структуре белка и занимающая примерно треть от общего объёма книги. Сам писатель отзывается о книге как о его первом опыте в нехудожественной литературе отрицательно: «Я бы счёл эту книгу невероятной тратой времени и сил, но все имеет свою пользу. Это дало мне большую практику в написании научной литературы и, что ещё более важно, научило меня тому, что писать научную литературу <…> проще и <…> интереснее, чем художественную литературу. Это сильно повлияло на дальнейший ход моей писательской карьеры». Однако книга дала толчок к дальнейшему становлению автора: всего в 1950—1989 годах им написано и опубликовано более 150 научно-популярных книг, посвящённых различным наукам, особое место среди которых отведено работам по всемирной истории и истории религии, а также книгам по биохимии и истории химии, в том числе включавшим несколько учебных пособий.
В 1953 году в предельно короткий срок в 9 недель Азимов пишет научно-популярную книгу «The Chemicals of Life: Enzymes, Vitamins, and Hormones» («Химические агенты жизни»), как утверждает автор, предназначенную для подростков, но способную послужить учебным пособием для студентов высших учебных заведений.
В 1956 году в соавторстве с Бернхэмом Уолкером и М. К. Николас выходит учебное пособие для студентов-медиков «Chemistry and Human Health» («Химия и здоровье человека»), в котором Азимов примеряет роль учёного-биохимика.
После вывода СССР на орбиту первого в истории искусственного спутника Земли «Спутник I» в 1957 году он писал больше научной литературы, особенно научно-популярных книг, и меньше научной фантастики. За следующую четверть века он написал всего четыре научно-фантастических романа и около 120 научно-популярных книг.
С 1980 он возобновил написание научной фантастики продолжением серии «Основание». С тех пор и до самой своей смерти Азимов опубликовал ещё несколько продолжений и приквелов к своим существующим произведениям, связав их воедино так, как он изначально не предполагал, создав единую серию, однако в которой, особенно в ранних рассказах, есть немало несоответствий.
Тремя любимыми рассказами Азимова были «Последний вопрос» (англ. The Last Question), «Двухсотлетний человек» (англ. The Bicentennial Man) и «Уродливый мальчуган» (англ. The Ugly Little Boy), в этом порядке. Любимым романом был «Сами боги» (англ. The Gods Themselves).
Согласно базе данных ЮНЕСКО Index Translationum Азимов занимает 24-е место в мире по количеству переводов произведений.

## Публицистическая деятельность
Большинство написанных Азимовым книг являются научно-популярными, причём в самых разных областях: химия, астрономия, религиоведение, ряде других. В своих публикациях Азимов разделял позицию научного скептицизма и критиковал псевдонауку и суеверия. В 1970-е годы выступил одним из основателей Комитета скептических расследований — некоммерческой организации, противодействующей псевдонауке.

## Основные награды
Было что-то приятное в том факте, что я написал сто книг. Я чувствовал, что «достиг чего-то». А потом их уже было 200, затем 400, и я буду продолжать писать, потому что люблю сам процесс. В итоге, возможно, всем будет уже всё равно, что я пишу, и я окажусь в собственной ловушке.

### ПремияХьюго
- 1963 за научно-популярные статьи;
- 1966 за серию «Основание» (как «Лучшую серию НФ всех времён»)[33];
- 1973 за роман «Сами боги»[34];
- 1977 за повесть «Двухсотлетний человек»[35];
- 1983 за роман из серии «Основание» «Академия на краю гибели»[36];
- 1994 за автобиографию «А. Азимов: Мемуары»

### ПремияНебьюла
- 1972 за роман «Сами боги»;
- 1976 за повесть «Двухсотлетний человек»;

### Премия журнала «Локус»
- 1973 за роман «Сами боги».
- 1975 за переизданную антологию/сборник «До золотого века».
- 1977 за повесть «Двухсотлетний человек».
- 1981 за публицистику «По-прежнему чувствую радость. Автобиография. 1954—1978».
- 1983 за роман «Край Основания».
- 1987 за рассказ «Сны роботов[англ.]».
- 1995 за публицистику «А. Азимов: мемуары».

### Наиболее известные фантастические произведения
- Сборник рассказов «I, Robot» («Я, робот»), в котором Азимов разработал этический кодекс для роботов. Именно его перу принадлежат Три закона роботехники;
- Цикл о галактической империи: «Pebble in the Sky» («Камешек в небе»), «The Stars, Like Dust» («Звёзды как пыль») и «The Currents of Space» («Космические течения»);
- Серия романов «Foundation» («Основание», также это слово переводилось как «Фонд», «Фундамент», «Установление» и «Академия») о крушении галактической империи и рождении нового общественного строя;
- Роман «The Gods Themselves» («Сами боги»), в котором описан контакт человечества с расой трёхполых существ, обитающих в параллельной вселенной, законы физики которой существенно отличаются от существующих в нашем мире;
- Роман «The End of Eternity» («Конец Вечности»), в котором описаны Вечность (организация, контролирующая путешествия во времени и производящая изменения человеческой истории) и её крушение;
- Цикл о приключениях космического рейнджера Лакки Старра[англ.].
- Повесть «The Bicentennial Man» («Двухсотлетний человек»), по мотивам которого в 1999 году был снят одноимённый фильм.
- Серия «Детектив Элайдж Бейли и робот Дэниел Оливо» — знаменитый цикл из четырёх романов и одного рассказа о похождениях сыщика-землянина и его напарника — робота-космонита: «Мать-Земля», «Стальные пещеры», «Обнажённое солнце», «Зеркальное отражение», «Роботы зари», «Роботы и Империя».

Почти все циклы писателя, а также отдельные произведения, формируют «Историю будущего».
Многие произведения Азимова были экранизированы, наиболее известные фильмы — «Двухсотлетний человек» и «Я, робот».

### Наиболее известные публицистические произведения
- «Asimov’s Guide to Science» («Азимовский путеводитель по науке»);
- двухтомник «Asimov’s Guide to the Bible» («Азимовский путеводитель по Библии»).

### Наиболее известные научные и научно-популярные произведения по химии и биологии
- Учебное пособие «Biochemistry and Human Metabolism» («Биохимия и метаболизм человека»);
- Научно-популярная книга «The Chemicals of Life: Enzymes, Vitamins, and Hormones» («Химические агенты жизни»);
- «Chemistry and Human Health» («Химия и здоровье человека») в соавторстве с Бернхэмом Уолкером и М. К. Николас — учебное пособие для студентов-медиков, посвящённое вопросам медицинского обслуживания пациентов;
- Научно-популярная книга «Building Blocks of the Universe» («Кирпичики Вселенной»);
- Научно-популярные книги по органической и неогранической химии «The World of Carbon» («Мир углерода»), «The World of Nitrogen» («Мир азота») и «The Noble Gases» («Инертные газы»), рассчитанные на широкий круг читателей;
- Книга «Life and Energy» («Жизнь и энергия[англ.]»);
- Книги по истории химии «The Search For The Elements» («Исследование элементов») и «A Short History of Chemistry» («Краткая история химии»);
- Книга «The Genetic Code» («Генетический код. От теории эволюции до расшифровки ДНК»), в которой описана история открытия ДНК и её значение для современной науки;
- «The Genetic Effects of Radiation» («Генетические эффекты радиации») — памфлет для Комиссии по атомной энергии США, посвящённый влиянию радиоактивности на организм человека и его среду обитания;
- «Photosynthesis» («Фотосинтез»);
- Серия книг по биохимии «How Did We Find Out About Photosynthesis?» («Откуда мы знаем о фотосинтезе?»), «How Did We Find Out About DNA?» («Откуда мы знаем о ДНК?») и «How Did We Find Out About Vitamins?» («Как мы узнали о витаминах?»), написанных в 1970—1980-е годы.

### Автобиографии[англ.]
- In Memory Yet Green: The Autobiography of Isaac Asimov, 1920—1954 («В памяти по-прежнему молод»), издана в 1979 году;
- In Joy Still Felt: The Autobiography of Isaac Asimov, 1954—1978 («По-прежнему чувствую радость»), издана в 1980 году;
- I, Asimov: A Memoir («Я, Азимов: Мемуары») — не является как таковым продолжением цикла, так как включает в себя события всей жизни, издана в 1994 году, уже после смерти писателя;
- It’s Been a Good Life («Это была хорошая жизнь[англ.]») — краткая версия всех трёх автобиографий, созданная вдовой писателя Джанет Азимовой.

## Память
- Именем Азимова 3 мая 1996 года названа малая планета (5020) Азимов, открытая 2 марта 1981 года американским астрономом Шелте Басом в обсерватории Сайдинг-Спринг[37].
- В честь Азимова 4 мая 2009 года назван кратер Asimov на Марсе[38].
- В 2000 году почта Израиля выпустила почтовую марку, посвящённую Айзеку Азимову (Mi #1573).
- В селе Петровичи, на месте, где когда-то стоял дом родителей писателя и где он провёл первые годы своей жизни, установлен памятный камень. Существуют планы создания музея писателя[9].
- В 6 серии 2 сезона сериала Мистический квест роль Айзека Азимова исполнил Чет Гриссом[39].
- В 18 серии 5 сезона сериала Детство Шелдона был создан книжный клуб имени Азимова и персонажи обсуждали его произведения[40]